# Айса, Эмелиана
Эмелиана Айса Парада (исп. Emeliana Aiza Parada; родилась 10 мая 1980) — боливийская профсоюзная и политическая деятельница, с 2010 по 2015 год бывшая членом Палаты депутатов по партийному списку Движения к социализму от Потоси. Ранее она представляла тот же департамент в качестве заместителя депутата Северо Пакахи в 2006—2010 годах.
Осиротевшая в юном возрасте, Айса провела большую часть молодости, работая в сельском хозяйстве. Начиная с конца 1990-х годов, она начала подниматься по служебной лестнице в профессиональных союзах (синдикатах) северного Потоси, завершив свою профсоюзную карьеру членом Регионального женского центра Чаянта. Это открыло ей путь к большой политики, что стало результатом сближения крестьянского движения с Движением к социализму.
В 2005 году, после неудачного участия в выборах в муниципальный совет Окури, Айса была избрана запасным членом Палаты депутатов. Она получила свое место на выборах 2009 года, став одним из немногих членов Движения к социализму, добившихся переизбрания. Избранная заместителем председателя фракции своей партии в нижней палате, Айза дважды брала на себя полное руководство в связи с отставкой или отсутствием её предшественников. Её не выдвигали на третий срок.

## Ранние годы
Эмелиана Айса родилась 10 мая 1980 года в небольшой общине кечуа Уайранья, расположенной в муниципалитете Окури, части провинции Чайанта на севере Потоси — одном из самых бедных и наименее экономически развитых регионов страны. На лишившуюся обеих родителей в 8 лет Айсу, как старшую из троих сестер, легли обязанности главы семьи. Она бросила школу, чтобы сосредоточиться на работе, зарабатывая на скромную жизнь выращиванием картофеля и уходом за скотом соседей. В конце концов сироты накопили достаточно средств, чтобы заняться собственным хозяйством, что позволило им жить независимо от других.
С конца 1990-х годов Айса начала брать на себя ответственные функции в местных крестьянских союзах своего района. Она начала свою карьеру в 1999 году в качестве члена профсоюзной ячейки, став была представителем Уайраньи в более крупных профсоюзах. В 2000 году она вступила в провинциальный союз женщин, а через два года вошла в дирекцию Чаянтинского регионального женского центра. За это время она также стала членом Конфедерации Бартолины Сиса — ведущей женской организации страны.

## Палата депутатов
Первый шаг Айсы в предвыборную политику произошел в 2004 году, когда она была выдвинута на борьбу за место в муниципальном совете Окури. Несмотря на первую неудачу в этом электоральном цикле, в 2005 году она была номинирована на место в Палате депутатов от Движения к социализму (MAS-IPSP).
В результате своего тесного союза с крестьянским движением MAS предоставила крестьянским союзам широкую автономию для выбора своих собственных кандидатов в одномандатных округах. В северной части Потоси, где обычной практикой оставались традиционные механизмы выбора лидеров, придерживались принципа ротации: в 2002 году кандидат был от Покоаты, поэтому в 2005 году профсоюзы вместо этого выбрали Северо Пакаху из Равело в паре Айсы из Окури в качестве его замены. Тандем победил в 41-м округе и был избран представлять провинцию Чаянта Потоси в нижней палате.
В 2009 году Айса была выдвинута на переизбрание в качестве полноправного члена Палаты депутатов. Этот выбор был почти неслыханным в MAS, который решил почти полностью обновить свой список депутатв в этом цикле. В отличие от 2005 года, когда она баллотировалась индивидуально, на этот раз Айса была включена в избирательный список MAS. Несмотря на то, что она находилась в невыгодном положении из-за низкого места в партийном списке кандидатов, она, тем не менее, победила благодаря почти восьмидесятипроцентной победе Эво Моралеса в Потоси, что обеспечило MAS почти полный контроль над парламентской делегацией от департамента.
Вскоре после вступления в должность Айса была избрана заместителем председателя фракции MAS в Палате депутатов. Её работа в качестве заместительницы Ребеки Дельгадо закончилась в начале июня, когда Айса сменила Дельгадо после неожиданной отставки последней. Срок полномочий Айсы также был прерван в начале 2011 года, после того как объявленное о повышении цен на газ вызвало сопротивление со стороны её партии. Этот инцидент отразил нарастающую напряженность в стране после всеобщих забастовок, известных как «Гасолинасо» (gazolinazo). Вместо неё руководителем фракции MAS был избран Эдвин Тупа, а Айса вернулась на свою прежнюю должность его заместителя. Однако личные проблемы Тупы вынудили его взять длительный отпуск, в результате чего Айса снова заняла пост лидера фракции на период 2011 года.
В отличие от 2009 года, в 2014 году Айза не была выдвинута на переизбрание на третий срок, завершив свое активное участие в политике. Помимо государственной службы, десятилетняя политическая карьера Айзы дала ей возможность завершить образование, от которого она была вынуждена отказаться в юности. В 2004 году, представляя региональную федерацию рабочих, она приняла участие в первой в истории программе «Лидерство для трансформации» — курсе политического образования, спонсируемом CAF — Банком развития и Международным институтом демократии и содействия выборам (International IDEA). На протяжении всей своей службы в Палате депутатов Айза регулярно посещала вечерние курсы в школе им. Гуальберто Вильярроэля в Ла-Пасе, где в 2013 году получила аттестат.